# Edward Capps
Edward Capps (* 21. Dezember 1866 in Jacksonville, Illinois; † 21. August 1950 in Princeton, New Jersey) war ein US-amerikanischer klassischer Philologe.

## Leben
Edward Capps studierte zunächst am Illinois College, wo er 1887 den Bachelor-Grad erlangte und anschließend als Dozent für Latein und Griechisch arbeitete. 1888 ging er für ein Jahr nach Europa, um seine Studien an den Universitäten in Berlin, München und Halle sowie an der American School of Classical Studies at Athens zu vertiefen. 1890 kehrte er in die USA zurück und wurde Tutor an der Yale University. In Yale wurde er auch 1891 mit der Dissertation The Stage in the Greek Theatre promoviert. Ab 1892 arbeitete er als Assistant Professor, später als Full Professor of Greek Language and Literature in Yale. 1907 wechselte er als Professor of Classics an die Princeton University und wurde für ein Jahr Präsident der Classical Association of the Middle West and South. Von 1908 bis zu seinem Tode war er Vorstandsmitglied bei der American School of Classical Studies at Athens, von 1919 bis 1939 auch Vorstandsvorsitzender. Von 1909 bis 1910 war er außerdem Präsident der Classical Association of the Atlantic States. Nach dem Ersten Weltkrieg vertrat er von Oktober bis Dezember 1920 als Gesandter die Interessen der Vereinigten Staaten in Griechenland und Montenegro. 1936 trat Capps als Professor in den Ruhestand, blieb aber weiterhin in der Wissenschaftsorganisation aktiv.
Während seiner akademischen Laufbahn erhielt Capps Ehrendoktorwürden von verschiedenen Universitäten:
- Doctor of Laws des Illinois College (1911) und der Universität Athen (1937)
- Doctor of Letters des Oberlin College (1923), der University of Michigan (1931) und der University of Oxford (1946)
- Doctor of Humane Letters der Harvard University (1924)

Capps hat sich sowohl als Wissenschaftler als auch als Wissenschaftsorganisator einen Namen gemacht. Zunächst lag der Schwerpunkt seiner Arbeit auf der Fachwissenschaft. Er war Experte für das griechische Bühnenwesen, insbesondere für die griechische Komödie. Seine Edition der Epitrepontes des Menander wurde auch im Ausland (von Ulrich von Wilamowitz-Moellendorff) hoch gelobt. Im Verlauf seiner Lehrtätigkeit konzentrierte sich Capps immer mehr auf die Verwaltung von Forschung und Lehre. Er war 1920 der erste Präsident der American Association of University Professors. Von 1914 bis zu seinem Tod war er Mitherausgeber der Loeb Classical Library, des damals größten Editionsunternehmens der amerikanischen Altphilologie. 1918 wurde er in die American Academy of Arts and Sciences und 1920 in die American Philosophical Society gewählt.